# Sensualidad (canción)
«Sensualidad» es una canción del cantante puertorriqueño Bad Bunny, el cantante estadounidense Prince Royce y el cantante colombiano J Balvin en colaboración de los productores DJ Luian y Mambo Kingz. Se lanzó por Hear this Music el 3 de noviembre de 2017 como sencillo. La canción es el primer top diez de éxitos para Mambo Kingz y DJ Luian en la lista Billboard Hot Latin Songs de Estados Unidos.

## Vídeo musical
El video musical que acompaña a «Sensualidad» se subió al canal de YouTube de Hear This Music el 2 de noviembre de 2017. Fue dirigido por Fernando Lugo y filmado en la República Dominicana.

## Posicionamiento en listas
| Listas (2017-2018)              | Mejor posición |
| ------------------------------- | -------------- |
| Bolivia (Monitor Latino)        | 10             |
| Colombia (Monitor Latino)       | 13             |
| Colombia (National-Report)      | 11             |
| España (PROMUSICAE)             | 1              |
| Estados Unidos (Hot Latin Sogs) | 8              |

## Certificaciones
| País (organismo certificador) | Certificación       | Unidades certificadas |
| ----------------------------- | ------------------- | --------------------- |
| España (PROMUSICAE)           | 3x platino          | 120 000               |
| Estados Unidos (RIAA)         | 19x platino (latin) | 1 140 000             |
| Italia (FIMI)                 | Oro                 | 25 000                |

## Historial de lanzamiento
| País   | Fecha                  | Formato                     | Discográfica    | Ref    |
| ------ | ---------------------- | --------------------------- | --------------- | ------ |
| Varios | 3 de noviembre de 2017 | Descarga digital, Streaming | Hear This Music | [ 17 ] |